# Odio pieno
Odio pieno è il primo album in studio del gruppo musicale italiano Colle der Fomento, pubblicato nel 1996 dalla Mandibola Records.

## Descrizione
Il disco è caratterizzato da sonorità tipicamente anni novanta: si sente molto infatti l'influenza di gruppi come gli statunitensi Cypress Hill e gli italiani Sangue Misto. In esso sono presenti collaborazioni con Kaos e Piotta in Ciao ciao e il solo Piotta in L'attacco dei funkadelici quattro, bonus track del disco dove canta anche il beatmaker Ice One.
Il titolo del disco nasce per varie motivazioni. Come riferito da Danno in un'intervista, il titolo vuole omaggiare il film L'odio di Mathieu Kassovitz, pellicola che con le sue tematiche di aspra e cruda critica sociale, toccò particolarmente i membri del collettivo romano. La seconda motivazione è la tag di Sugo, amico writer dei Colle der Fomento, che scriveva sui muri la parola "hateful". Il titolo vuole indicare l'odio totale verso ciò che non piace, odio pieno verso ciò che nuoce alle cose amate.
In copertina sono presenti i tre componenti del gruppo (Masito a sinistra, Ice One al centro e Danno a destra) fotografati davanti al Teatro Ambra Jovinelli. La fotografia presenta toni bluastro per riprendere il sound sporco e notturno del disco, mentre la ristampa mantiene la stessa immagine ma con colori improntati su toni caldi come arancione, giallo e rosso.

### Ristampa
Nel 1997 il disco è stato ristampato dalla Virgin Music con la sopracitata differenza cromatica nella copertina e l'aggiunta di alcune tracce. Le tracce presenti nella ristampa sono esclusivamente remix: L'attacco dei funkadelici quattro, Quello che ti do e Solo hardcore.
Nel 2012 il disco è stato nuovamente ristampato mantenendo la stessa grafica e la stessa scaletta, con un mastering migliorato, dell'edizione del 1997.
A febbraio 2014 è stata annunciata la ristampa in 12" con tiratura limitata a 500 copie, di cui 200 con vinile di colore blu.

## Tracce
Musiche di Ice One.
1. Lato oscuro – 2:15
2. Solo hardcore – 3:20
3. Quello che ti do – 4:10
4. Sopra al colle – 4:17
5. Quando verrà il momento – 5:22
6. Ninna nanna – 5:15
7. Elfo scuro – 2:15
8. Pornorockers – 1:24
9. Funk romano – 4:47
10. Sempre vero – 1:36
11. Ciao ciao (feat. Kaos, Piotta) – 6:00
12. Cinque a uno – 4:14
13. Non ci sto – 5:06
14. Outro – 1:12

Tracce bonus (CD, MC)
1. Stappali e scuotili – 4:31
2. Non ci sto (Remix) – 5:00
3. Sopra al colle (Remix) – 4:37
4. L'attacco dei funkadelici quattro (feat. Piotta) – 3:32